# Babakan Madang (plaats)
Babakan Madang is een bestuurslaag in het regentschap Bogor van de provincie West-Java, Indonesië. Babakan Madang telt 8943 inwoners (volkstelling 2010).